# 山上信吾

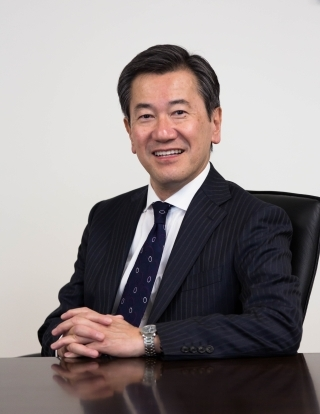
駐オーストラリア大使時に公表された肖像

山上 信吾（やまがみ しんご、1961年9月18日 - ）は、日本の元外交官、外交評論家。外務省国際情報統括官、外務省経済局長等を経て、2020年、駐オーストラリア特命全権大使。2023年に退官し、2025年現在、TMI総合法律事務所特別顧問、笹川平和財団上席フェロー等を務めつつ、外交評論活動を展開中。

## 経歴・人物
東京都出身。1980年、桐朋高等学校卒業。1983年、外務公務員採用上級試験合格。1984年、東京大学法学部第二類（公法コース）卒業後、外務省入省。1985年-1987年、英語研修（コロンビア大学大学院国際関係論専攻）。在米国大使館、在香港総領事館勤務を経て、2000年、在ジュネーヴ国際機関日本政府代表部一等書記官。2001年、在ジュネーブ国際機関日本政府代表部参事官。2003年、大臣官房総務課監察査察室長。同年、北米局北米第二課長。2004年、国際法局条約課長。2007年、茨城県警察本部警務部長。2009年、在英国日本国大使館公使（政務担当）。2012年、国際法局参事官。2013年、国際法局審議官。2014年、総合外交政策局審議官、政策企画・国際安全保障担当大使。2015年日本国際問題研究所所長代行。2017年、外務省国際情報統括官。2018年、外務省経済局長。2020年、駐オーストラリア特命全権大使。2023年12月、依願免職。2024年1月、TMI総合法律事務所特別顧問。2024年4月、笹川平和財団上席フェロー。2025年2月、日本安全保障・危機管理学会顧問。2025年4月より、同志社大学法学部政治学科特別客員教授。
退官後に外交評論を展開しているが、それには外務省の内幕の暴露や、実名入りの批判などが含まれている。また、中国に対する対決姿勢が鮮明である。

## エピソード
- 高校時代はサウスポーのピッチャーで、以来、野球への思いが強く、日本人プロ野球選手（横浜DeNAの宮國、入江）を大使公邸に招き、ランチを共にしたこともある。また、「スポーツはソフトパワーの大きな要素」「日本の場合、ソフトパワーの大きな部分は野球から来ている」「日本は野球大国で世界に誇れる選手を次々輩出している。それは、日本のソフトパワーの大きな源泉ですよ。」と語っている。（Australian Baseball League Japan 2023/1/1)
- 各国の庶民レベルに関するソフトパワー、広報文化外交においては、日本人スポーツ選手の活躍が大きな影響を与えるとの考え方を各所で語っている。
- 警察庁への出向経験があったため、外務大臣だった衆議院議員茂木敏充は「外務省で一番制服が似合う男」と紹介していたという。[10]。
- 日本経済新聞（2020年11月17日、オンライン）が、政府が「自由で開かれたインド太平洋」を実現するために、同地域の大使に局長経験者を重点的に配置していると報じた8人（下記）の一人であった。

　　　　　インドネシア大使　　金杉憲治（元外務審議官）
　　　　　オーストラリア大使　山上信吾（元経済局長）
　　　　　フィリピン大使　　　越川和彦（元官房長）
　　　　　ベトナム大使　　　　山田滝雄（元国際協力局長）
　　　　　タイ大使　　　　　　梨田和也（元国際協力局長）
　　　　　マレーシア大使　　　岡　浩（元中東アフリカ局長）
　　　　　インド大使　　　　　鈴木　哲（元総合外交政策局長）
　　　　　カンボジア大使　　　三上正裕（元国際法局長）
- 司馬遼太郎「木曜島の夜会」に感銘を受けて木曜島を訪れている。（山上信吾著「南半球便り」P233）。
- 豪州赴任前に読んだ中野不二男著『カウラの突撃ラッパー零戦パイロットはなぜ死んだか』に触発され、信任状捧呈前の2021年2月25日、近代史上最大の捕虜脱走事件「カウラ事件」の地を訪れ、両国友好に尽力され続けているカウラ市関係者に敬意と感謝の意を表明した。翌年、カウラ平和賞を受賞した際にカウラ市のウェスト市長は、「山上大使は信任状をオーストラリア総督に提出する前に、カウラ市長に信任状を提出した」とジョークを飛ばした。（「南半球便り」P18、P164）
- トニー・アボット元首相とは極めて懇意であり、自らアボット氏を「盟友」と述べている（山上「中国『戦狼外交』と闘う」P94）
- 駐豪大使在任中、シドニー・モーニング・ヘラルド紙（2021年12月17日付）に寄稿し、離婚時の一方の親による子の連れ去りを、北朝鮮による日本人の拉致を表すabductionという単語で表現することに異議を唱えた。これに対し、その見解は政府の公式見解と異なるという主張がなされている（「共同親権ニュースドットコム」2021年12月18日）
- 駐豪大使在任中、ポーランドの駐豪大使と共同して、杉原千畝を主人公とする映画の上映会を行った。（「南半球便り」P131 ）
- 駐豪大使在任中、週末にキャンベラ湖畔でサイクリングを楽しむ各国大使仲間の「バイカーズ」の一員だった（「中国『戦狼外交』と闘う」P58）。
- 駐豪大使在任中の2023年1月10日付のオーストラリアン紙は、1面で山上大使のインタビュー記事を掲載した。これにはアボット元首相、ポール・ディブ元国防副次官、ダットン元国防大臣などが賛辞を寄せた（同P138）が、中国大使館は猛反発した。また、ジョン・メナデュー氏（元駐日大使、元カンタス航空CEO、反日/反米/親中で知られる）も、「日本大使の山上信吾は、反中」「日本大使館は反中派の牙城」だ発言した（同P142）。これに対し、豪州TV各局（ABC、チャンネル７，チャンネル９）から山上大使にインタビュー依頼あったため、大使館の現地職員を参集させて検討のうえ、「中国大使の個人攻撃にはとりあわない」「ユーモアを込めて斬り返し、懐の深い大人の対応を見せつける」「中国大使による歴史カードの使用が論点のすり替えであることを意識させ（＝歴史カードを無力化）、本来の議論の土俵に戻す」ことを基本線とすると決定し、インタビューでは「平和を愛し、ルールを遵守する戦後日本の歩みは誰もが理解している」「今の課題は80年前に起きたことではなく、この地域で現在起きている威圧や威嚇にどう対処するかだ」と指摘した。 このインタビューは各局で放映され、特にABCのニュース・チャンネルは繰り返し放映した（同P148 ）。
- その後もジョン・メナデュー氏などによる攻撃が継続したため、自ら論文を書き上げ、それはオーストラリアン紙が「緊密な友人はオープンな外交で地域の強化に協力する」と題して掲載した（2023年1月20日）。これについて、自ら執筆したのは「大使館内の外務省職員たちは何らアクションしようとしなかったため」であり、またこの論文が「豪州社会から大きな好意的な反響」を得たと自著で述べている（同P154）。
- オーストラリアからの離任の直前の2023年4月24日、アボット元首相がシドニーから駆け付け、「特別な贈物」として腕時計を山上大使に贈呈したことを、自ら各所で繰り返し述べている。それは、ジョン・ハワード元首相、スコット・モリソン元首相、及びトニー・アボット元首相の3人からの共同プレゼントで、その時計のバンドには3人の首相から、日本の最も偉大なる大使への贈り物。貴使の勇気と知的リーダーシップに感謝しつつ（Three PM's tribute to Japan's greatest envoy, in your courage and intellectual leadership.)」と刻まれていたという。
- 退官に関する経緯については、（国会議員や外務省OB、民間企業幹部、メディア関係者らから、「本当に良くやった」、「傑出した仕事ぶりだった」、「他の大使も同じように頑張れば日本の外交力は強化されるのに」と賛辞を受けたものの）2023年8月1日の森健良外務事務次官との面談で、同次官が「君の豪州でのパフォーマンスは素晴らしく、自分であれば、あそこまではとてもできなかっただろう」としつつも、待命期間終了（2024年5月）までに外務省を離れることを求めてきたという流れだったと述べている。（文芸春秋 「本の話」サイト 2024/8）
- 駐豪大使在任中の2023年2月、「在オーストラリア日本国大使館で2022年に現地職員の大幅な入れ替えがあり、また、多くの大使館職員の辞職や、他の勤務地への異動の要請などがあった。若手や新任の外交官は、山上のいる在オーストラリア大使館への赴任を拒否することもあった。彼の外交スタイル、大使館と職員の管理について、本省から2度の査察があった」とジョン･メナデュー氏が署名記事を掲載した。[11]
- 上記に関連して、NNA ASIA（アジア経済ニュース）の 西原哲也オーストラリア代表は、【有為転変】第184回 大使の役割とは（2023年3月3日）の中で、次のように述べている。
  - 査察はあったようだが、結果は「問題なし」だった。
  - 2月20日付オーストラリアン・ファイナンシャル・レビュー（ＡＦＲ）紙などは、山上大使について、批判的な記述を掲載したが、それは日本筋のコメントを引用したものだった。
  - この日本側の情報提供者が、「査察」を「inspection」ではなく、「investigation」としてＡＦＲ紙にたれ込んだところに、悪意を感じる。
- 高市早苗、櫻井よし子、岩崎茂（元統合幕僚長）とは長きにわたって近い関係にあり、山上の帰国後、高市は自身が自民党総裁選の時期に出版した「国力の研究」第一章に山上の論考「中国に怒るべきときは怒れ」を収載し、櫻井よし子は山上の文春新書「中国『戦狼外交』と闘う」の帯に「国益の前に立ちはだかる勢力と果敢に闘ったあっぱれな外交官」とのメッセージを寄せ、岩崎は自身が会長を務める日本安全保障・危機管理学会の第77回セミナー（2024/12/5)の講師として山上を招き（演題は「日本外交の劣化と再生」）、さらに同学会の顧問に山上を招聘した。

## 著書
- 『南半球便り 駐豪大使の外交最前線体験記』文藝春秋企画出版部、2023年7月
- 『News from under the Southern Cross』Manticore Press、2023年11月　※英語版
- 『中国「戦狼外交」と闘う』文藝春秋〈文春新書〉、2024年2月
- 『日本外交の劣化 再生への道』文藝春秋、2024年5月
- 山岡鉄秀との共著『歴史戦と外交戦　日本とオーストラリアの近現代史が教えてくれる』ワニブックス、2024年11月
- 石平との共著『超辛口！「日中外交」』飛鳥新社〈Hanada新書〉、2024年12月
- 『国家衰退を招いた日本外交の闇』徳間書店 、2025年3月
- 門田隆将との共著『媚中　その驚愕の「真実」』ワック〈WAC BUNKO〉、2025年4月

### 論文
- 『尖閣諸島問題についての一考察』  中央大学法学新報  第120巻第9・10号  2014年3月25日
- 『国際刑事裁判所への我が国の加盟と国際社会における法の支配の進展』  中央大学法学新報  第116巻第3・4号  2009年9月25日
- 『中国に怒るべきときは怒れ』高市早苗編著「国力研究」第1章 産経新聞出版 2024年

## 同期
- 有吉勝秀（23年コスタリカ大使・20年エルサルバドル大使）
- 礒正人（22年クロアチア大使・18年デュッセルドルフ総領事）
- 伊藤康一（24年ギリシャ大使・20年ニュージーランド大使）
- 伊藤直樹（24年ベトナム大使・19年バングラデシュ大使・17年シカゴ総領事）
- 今村朗（23年セルビア大使・20年ジョージア大使・23年セルビア大使）
- 岩井文男（20年サウジアラビア大使・15年イラク大使）
- 大森茂（17年セネガル大使・15年法務省名古屋入国管理局長）
- 岡田隆（20年アフガニスタン大使）
- 岡庭健（24年アラブ首長国連邦大使・21年ケニア大使）
- 菊田豊（21年ネパール大使・18年ナイジェリア大使）
- 下川眞樹太（22年フランス、アンドラ大使・19年ベルギー大使・17年大臣官房長・16年国際文化交流審議官）
- 杉山明（24年ノルウェー大使・21年特命全権大使（国際テロ対策・組織犯罪対策協力担当）・18年スリランカ大使・17年儀典長・15年内閣審議官・13年山形県警察本部長）
- 鈴木哲（19年インド大使・17年総合外交政策局長・16年国際情報統括官）
- 竹若敬三（21年北極担当大使・19年ラオス大使）
- 千葉明（22年バチカン大使、19年ASEAN大使・16年ロサンゼルス総領事）
- 梨田和也（19年タイ大使・17年国際協力局長）
- 藤山美典（22年スイス兼リヒテンシュタイン大使）
- 藤原直（21年エディンバラ総領事）
- 正木靖（23年インドネシア大使・20年EU大使・17年欧州局長）
- 森下敬一郎（21年エクアドル大使・17年コロンビア大使）
- 山田洋一郎（22年モルドバ大使・20年立命館アジア太平洋大学アジア太平洋学部教授（出向）・17年シアトル総領事）
- 山野内勘二（22年カナダ大使・18年ニューヨーク総領事・16年経済局長）